# Wojciech Krukowski

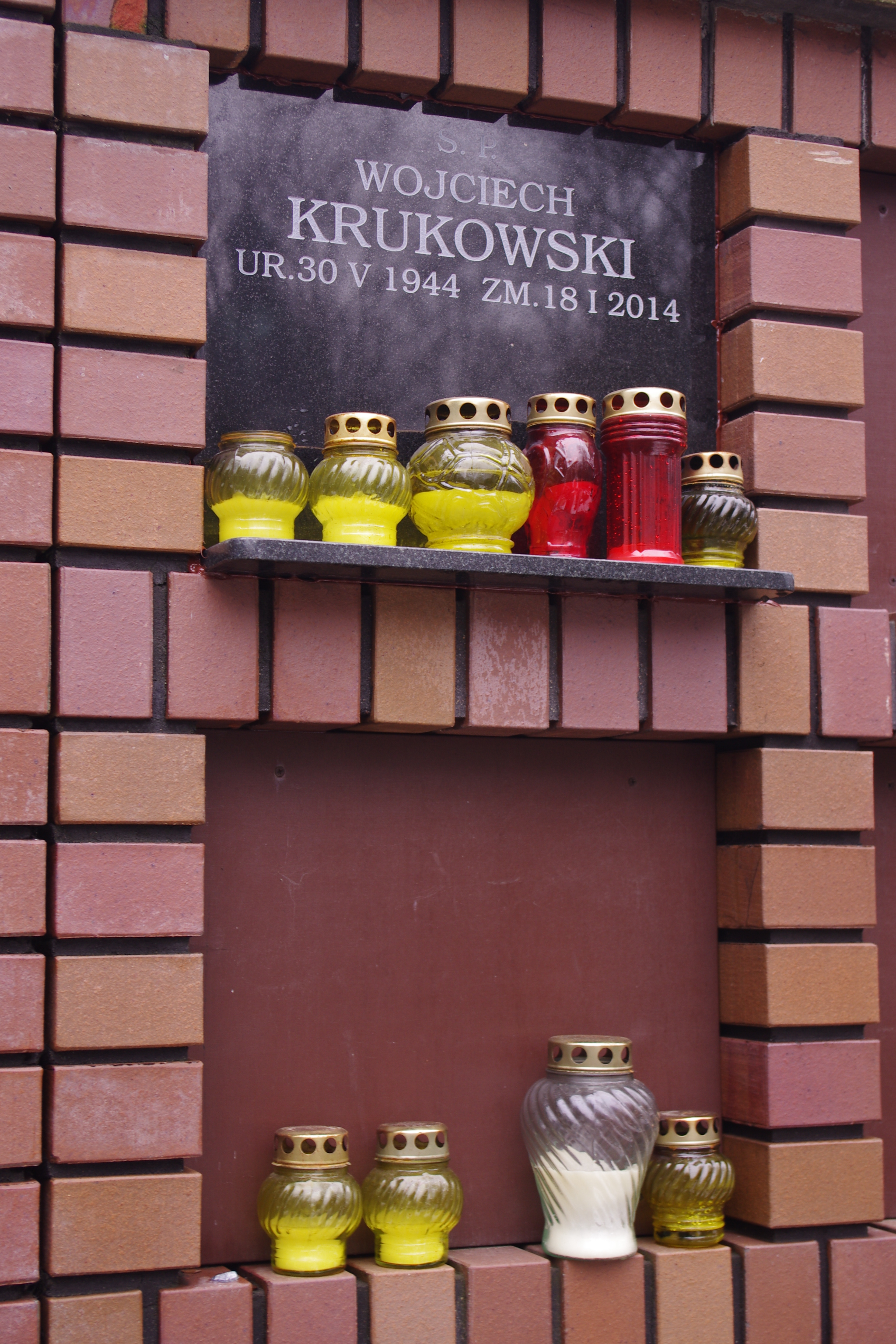
Grób Wojciecha Krukowskiego na Starych Powązkach w Warszawie

Wojciech Krukowski (ur. 30 maja 1944 w Zabielu k. Ostrołęki, zm. 18 stycznia 2014 w Warszawie) – polski historyk sztuki, kurator wystaw, wieloletni dyrektor Centrum Sztuki Współczesnej w Warszawie (CSW), twórca grupy Akademia Ruchu, założyciel i wydawca magazynu artystycznego „Obieg”.

## Życiorys
W latach 1964–1970 studiował historię sztuki na Uniwersytecie Warszawskim. Był autorem scenariusza i projektu plastycznego filmu „Droga” zrealizowanego w 1970 roku przez Mirosława Kijowicza, który wyróżniono nagrodami m.in. na festiwalach w San Sebastián i Oberhausen.
W 1972 roku Wojciech Krukowski założył Akademię Ruchu – interdyscyplinarną grupę twórczą działającą na pograniczu teatru, sztuk plastycznych i filmu. Była pierwszym zespołem w Polsce, który w latach 70. tworzył akcje i widowiska w przestrzeni miejskiej. Język artystyczny Akademii łączył cechy teatru gestu, narracji wizualnej, sztuki performance i akcji plastycznej.
W 1975 r. z inicjatywy Krukowskiego powstało Studenckie Centrum Środowisk Artystycznych „Dziekanka”, którego pracami kierował do 1979 r.
W latach 80. Wojciech Krukowski prowadził z upoważnienia Lecha Wałęsy negocjacje ze stroną rządową w sprawie autonomii zakładowych domów kultury. W ramach Komisji Ekspertów NSZZ „Solidarność” współdziałał m.in. z Małgorzatą Dziewulską, Aldoną Jawłowską, Krystyną Zachwatowicz, Konstantym Puzyną i Lechem Śliwonikiem.
W 1981 r. Krukowski zorganizował solidarnościowy Ośrodek Kultury przy Zakładach Przemysłu Odzieżowego „Cora”, którego pracami kierował przy udziale zespołu „Akademii Ruchu”. Wspólnie z Jerzym Owsiakiem i Ryszardem Kryską realizował akcje ulotkowe.
W 1982 r. przy udziale środowiska m.in. socjologów zorganizował publikację pisma „Zeszyt”.
W 1987 r. Wojciech Krukowski zainicjował powstanie magazynu artystycznego „Obieg”, którego wydawcą pozostał do 2010 r. Był też organizatorem powstałego w 1989 roku alternatywnego ośrodka artystycznego Kino/Teatr/Tęcza przy ul. Suzina w Warszawie. Pracami tej instytucji kierował do 1992 r.
W 1990 r. Wojciech Krukowski uczestniczył w pracach komisji ekspertów powołanej przez Ministra Kultury. W tym samym roku objął stanowisko dyrektora Centrum Sztuki Współczesnej Zamek Ujazdowski w Warszawie, które sprawował do 2009 roku. W trakcie swojej kadencji działał również w Europejskiej Sieci Centrów Kultury w Obiektach Historycznych – w latach 1996–1998 sprawował funkcję jej prezydenta. Od 1999 r. uczestniczył w pracach Rady Konsultantów Wielkiej Encyklopedii PWN. W latach 1999–2000 był członkiem Kapituły Nagrody Wielkiej Fundacji Kultury. Po 2010 r. pozostał członkiem Kapituły Akademii Orange. Niezmiennie – od 1972 r. kierował pracami „Akademii Ruchu”.
27 stycznia 2014 prochy Krukowskiego spoczęły w kolumbarium na cmentarzu Powązkowskim w Warszawie.

## Odznaczenia
W 2006 r. odznaczony Srebrnym, a w 2010 r. Złotym Medalem „Zasłużony Kulturze Gloria Artis”. Wyróżniony również Odznaką „Zasłużony Działacz Kultury” za działalność wydawniczą w obiegu niezależnym. Za innowacje dla teatru eksperymentalnego otrzymał Medal „Złotego Anubisa” przyznany przez Międzynarodowy Festiwal Teatrów Eksperymentalnych w Kairze. Medalem Hohenstauffów, przyznawanym przez rząd Badenii-Wirtembergii, uhonorowano jego twórczy wkład w wymianę kulturalną.

## Informacje dodatkowe
W 2006 roku ukazała się książka „Akademia Ruchu. Miasto. Pole akcji” (red. Małgorzata Borkowska, Wydawnictwo Czarne, 2006) dokumentująca aktywność Akademii Ruchu, jej działalność w środowisku społecznym: spektakle, prezentacje w galeriach, akcje uliczne, animacje kulturowe, warsztaty i publikacje.